# Helena Hartwig
Helena Hartwig (ur. 21 lutego 1910 w Lublinie, zm. 2 sierpnia 1998 w Warszawie) – artystka fotografka.

## Twórczość
Urodziła się jako Helena Jagiełło. Swoje pierwsze próby twórczości fotograficznej zaczynała w Lublinie w rodzinnym Atelier fotograficznym prowadzonym przez teścia Ludwika Hartwiga, które mieściło się przy ulicy Narutowicza 19. Portrety przez nią wykonywane cieszyły się ogromną popularnością wśród klientów. Uważana była nawet za najlepszą portrecistkę tego zakładu.
W 1936 została przyjęta w poczet członków Lubelskiego Towarzystwa Fotograficznego.
W czasie II wojny światowej, kiedy jej mąż Edward Hartwig był osadzony w latach 1944–1946 w łagrze w ZSSR, prowadziła samodzielnie zakład fotograficzny i utrzymywała rodzinę.
Po wojnie wraz z mężem przeprowadziła się do Warszawy. Ich mieszkanie w Alejach Jerozolimskich 31 pełniło również funkcję pracowni fotograficznej.
Od 1951 roku była członkinią Związku Polskich Artystów Fotografików, gdzie prezentowała swoje prace na kilku wystawach indywidualnych. Wielokrotnie brała udział w krajowych i międzynarodowych konkursach fotograficznych zyskując wielkie uznanie. Za fotografię „Deszcz w Wenecji” nagrodzona została złotym medalem w Japonii i srebrnym w Bordeaux (1958).
Za fotografię „Portret z różą”, która przedstawia Ewę – córkę artystka otrzymała złoty medal podczas Wystawy portretu w Gdańsku (lata 60. XX w.).
Prace Heleny Hartwig „Radość naszych pociech”, „Młode pokolenie” i „Radość pracy” datowane na 1949 rok znajdują się w zbiorach Muzeum Narodowego w Warszawie.
W marcu 2004 roku w Warszawie w Starej Galerii ZPAF odbyła się wspólna wystawa prac fotograficznych pt. „Rodzina Hartwigów” – Heleny Hartwig, Edwarda Hartwiga oraz Ewy Hartwig-Fijałkowskiej.

## Życie prywatne
Jej mężem był fotografik Edward Hartwig, z którym miała dwie córki: Ewę Hartwig-Fijałkowską, również fotografkę oraz Danutę Hartwig-Saulewicz.